# Lucas Ooft
Lucas Ooft (2 juli 1956) is een Surinaams musicus en grafisch ontwerper.

## Biografie
Ooft was al op jonge leeftijd actief in de muziek. Op zestienjarige leeftijd speelde hij in een beatmisgroep die geformeerd was door pater Vernooij. Bij de opvoering van de rockmusical Fri libi van Thea Doelwijt en Henk Tjon in 1975 in Theater Thalia was hij drummer in de begeleidingsband, waarin ook musici speelden als Erik Refos, Wim Bakker en Harto Soemodihardjo.
Eind jaren 1970 begon hij met Refos en Bakker de muziekgroep Century. Nadat Winston Loe en Powl Ameerali toetraden, werd de naam gewijzigd in Savanne. Ooft speelde drums en tweede zang.
Begin 2015 was hij bestuurslid van de partij voor Duurzaam en Rechtvaardig Samenleven (DRS), wat toen de nieuwe naam was van de Progressieve Surinaamse Volkspartij (PSV). Kort voor de verkiezingen van 2015 trad hij niettemin ook op met zijn oud-Century-collega's in de gelegenheidsband Vrienden van het Front in Grun Dyari, dat het partijcentrum was van de alliantie V7. Rond 2020 is als lid van de Lions Club Paramaribo actief voor diverse sociale projecten.
Beroepsmatig begon hij op zijn achttiende als graficus bij Healy & Rubinstein dat onder leiding stond van Thea Rubinstein. Hier ontwierp hij voor reclamecampagnes. Later zette hij in dit vakgebied zijn eigen bedrijf op. In 2016 overleed zijn vrouw, terwijl Suriname zich midden in een economische crisis bevond. Na een zwaar jaar en een drastische sanering bouwde hij hieruit zijn nieuwe bedrijf Graficom op.